# Camera Link
Camera Link — стандарт протоколу для інтерфейсу послідовної комунікації розроблений для застосувань комп'ютерного зору і оснований на інтерфейсі Channel-link, розробленому National Semiconductor. Він розроблений з метою стандартизації наукових і промислових відео продуктів, таких як камери, кабелі і плати відеозахоплення. Стандарт підтримується і адмініструється організацією Automated Imaging Association або AIA, світовою торговою групою в галузі машинного зору.

## Протокол передачі
Camera Link використовує від одного до трьох чипів трансиверів Channel-link із чотирма з'єднаннями по 7 послідовних біт кожне.
У мінімальній конфігурації, Camera Link використовує 28 біт, для передачі до 24 біт даних пікселів і 3 додаткові біти для сигналів синхронізації відео, залишаючи один біт резервним. Бітами синхронізації відео є Data Valid (дані), Frame Valid (кадр), і Line Valid (рядок). Дані видаються серіями 7:1, а чотири потоки даних і сигнал синхронізації передаються по п'яти диференційним парам типу LVDS. Приймач отримує чотири потоки даних і синхросигнал LVDS, і конвертує їх у 28-розрядний формат (наприклад, за допомогою регістра зсуву і лічильника).
Синхроімпульси, що передаються паралельно з даними, зазвичай генеруються блоком ФАПЧ або SERDES.

## Варіанти
Camera Link має декілька різновидів, які відрізняються кількістю даних, що можуть бути передані. Деякі з них потребують два кабелі для передавання даних.

### Базова конфігурація
«Базова» конфігурація інтерфейсу Camera Link передає сигнал по одному конектору/кабелю. Використовується кабель типу MDR («Mini D Ribbon») з 26-контактний штекерний роз'єм (папа), оптимізований 3M для передачі сигналу LVDS. В додаток до 5-ти пар LVDSpairs, для передачі серіалізованих відео даних (24 біт даних і 4 біт синхронізації кадрів/зчитування), роз'єм також передає 4 дискретні керуючі сигнали LVDS і 2 LVDS асинхронні послідовні канали для зв'язку з камерою. Максимальна частота роботи чипсету (85 МГц), базова конфігурація має пропускну здатність для відео даних 2.04 Гбіт/сек (255 MB/сек).

### Середня/Повна конфігурація
В специфікації Camera Link можливі варіанти з більшою пропускною здатністю, із додатковими каналами передачі відео даних за допомогою другого конектору/кабелю. «Середня» конфігурація дозволяє подвоїти пропускну здатність відео, додаванням 24 біт даних і таких самих 4 біт синхронізації кадрів/зчитування, як в «Базовій» конфігурації. Це дає 48-бітний канал передачі відео який може передати до 4.08 Гбіт/сек (510 MB/сек). «Повна» конфігурація додає наступні 16-бід до каналів даних, що в результаті утворює 64-бітний канал відео що може передавати до 5.44Гбіт/сек (680 MB/сек).

### Дека конфігурація
Деякі виробники камер і апаратури захоплення змогли розширити пропускну спроможність інтерфейсу за рамки можливостей описаних в специфікації Camera Link. Ці формати розширюють ширину «Повної» конфігурації задіянням 8 невикористаних біт і переназначенням 8-ми надлишкових біт синхронізації кадрів/зчитування щоб утворити канал даних шириною в 80 біт, що передаються по двом конекторам/кабелям, що дозволяє ще збільшити пропускну здатність. З'явився консенсус в індустрії довкола 80-бітного варіанту, існують сумісні один з одним камери і плати відеозахоплення, які мають маркування з «Camera Link Deca». 80-бітний відео канал може передавати 6.8 Гбіт/сек (850 MB/сек).

## Синхронізація сигналу
Малюнок знизу показує відносний синхроімпульс сигналу таймеру (clock) і рядку даних (data) одного з трансиверів Channel Link, що служить для передачі. Слова даних починаються в середині високої фази таймеру, і першим передається найбільш значимий біт.

## Асигнування біт
Біти пікселів не розподіляються на серійні передавачі по порядку, а переставлені складним чином, як показано на зображенні нижче:
Верхня половина цього зображення актуальна для Середньої і Повної конфігурацій, які потребують два фізичні інтерфейси і два кабелі. Два прямокутники по середині зображають кабелі, із ніжками конекторів для кожного сигналу позначені по кожній з сторін.
Злівої сторони трансиверів, написані біти даних пікселя які передаються по даному Channel Link, починаючи з LSB до MSB. Літери L, F і D позначають синхроімпульс рядка (Line Sync), кадру (Frame Sync) і біт даних (Data Valid), відповідно. Підкресленими позначені резервні не використані біти. Залишається уточнити як біти даних пікселя назначаються від біту 0 до 71 використаних на картинці. Для пікселів у форматі відтінків сірого, це просте співвідношення один до одного; для кольорових пікселів він кратний 8 біт на кожен колір, кольори простим способом поєднуються по черзі червоний, зелений і синій (від LSB до MSB). Для випадку з 12-бітними даними RGB, молодші 8 біт кожного кольору назначаються для біт даних 0-7,16-23,32-39; старші 4 біт кожного кольору назначаються для 8-11,12-15,40-43.

## Кабелі і конектори
Описаний стандарт пропонує 26-піновий конектор Miniature Delta Ribbon (MDR-26) для використання з Camera Link; дозволяється ще зменшений варіант з SDR-26 із версії стандарту 1.2. Розподілення ніжок роз'єму показані на великому зображенні в попередньому розділі. Цокольовка роз'єму наступна:
Відповідні диференційні пари навмисно розташовані на протилежних сторонах з'єднувача, на протилежних сторонах і на різних краях кабелю. Це запобігає перекручуванню при монтуванні конекторів перпендикулярно на друкованій платі.
Camera Link кабелі — екрановані скручені пари кабелів. Стандарт вимагає аби диференційні пари були екрановані індивідуально, і сам кабель має мати два екрани. Деякі компанії економлять кошти і не екранують дві сигнальні пари сигналів серійного інтерфейсу, який передає більш повільні сигнали ніж дані з камери; такі кабелі мають один кінець для камери, а інший для плати захоплення які не можна міняти місцями навпаки, і їх не можна використовувати як другий кабель при Середній або Повній конфігурації.